# Martti Aljand
Martti Aljand (ur. 22 listopada 1987 w Tallinnie) – estoński pływak, specjalizujący się głównie w stylu klasycznym i zmiennym.
Wicemistrz Europy na krótkim basenie z Chartres na 50 m stylem klasycznym oraz brązowy medalista na 100 m stylem zmiennym z Chartres i ze Szczecina.
Uczestnik Igrzysk Olimpijskich z Pekinu (45. na 100 m stylem klasycznym i 46. miejsce na 200 m stylem klasycznym).
Jest bratem pływaczki Triin Aljand oraz wnukiem reprezentującej ZSRR pływaczki Ulvi Voog.